# Abhijit Banerjee
Abhijit Vinayak Banerjee (Calcutta, 21 febbraio 1961) è un economista indiano naturalizzato statunitense, insignito del Premio Nobel per l'economia nel 2019, insieme a sua moglie Esther Duflo  e a Michael Kremer, per l'approccio sperimentale nella lotta alla povertà globale..
È professore di economia della Ford Foundation International presso il Massachusetts Institute of Technology e co-fondatore e co-direttore dell'Abdul Latif Jameel Poverty Action Lab (J-PAL), un centro di ricerca globale con sede al MIT che promuove l'uso di prove scientifiche per informare le strategie di riduzione della povertà.

## Biografia
Abhijit Banerjee è nato da padre bramino bengalese e madre marathi a Mumbai. Suo padre, Dipak Banerjee, era professore di economia al Presidency College di Calcutta dopo aver conseguito un dottorato di ricerca presso la London School of Economics, e sua madre Nirmala Banerjee (nata Patankar), professoressa di economia al Centre for Studies in Social Sciences di Calcutta.
Ha ricevuto l'educazione scolastica alla South Point High School, una rinomata istituzione educativa a Calcutta: fu definito un ragazzo "brillante" e "quieto". Durante il liceo, si interessò di letteratura, storia, filosofia e matematica, scegliendo di proseguire gli studi universitari in quest'ultima presso l'Indian Statistical Institute di Calcutta. Abbandonò il programma dopo una settimana, trasferendosi al President College, allora affiliato all'Università di Calcutta, per studiare economia.
Banerjee ha trascorso tre anni al President College, ricevendo una laurea (con lode) in economia nel 1981. Ha preso lezioni con suo padre, Dipak Banerjee, oltre a Mihir Rakshit. La sua materia preferita era la storia economica, insegnata da Nabhendu Sen.  Successivamente, ha ottenuto il Master in economia presso la Jawaharlal Nehru University (JNU), Delhi, nel 1983. Mentre studiava alla JNU, fu arrestato e imprigionato nel carcere di Tihar durante una protesta dopo che gli studenti avevano protestato all'università contro l'allora vice cancelliere PN Srivastava. È stato scarcerato su cauzione e le accuse sono state successivamente ritirate. In seguito  ha ottenuto un dottorato di ricerca presso l'Università di Harvard nel 1988. Ad Harvard  i suoi compagni di classe includevano Tyler Cowen, Alan Krueger, Steven Kaplan e Nouriel Roubini. Ha frequentato corsi con Andreu Mas-Colell, Lawrence Summers,  Kala Krishna, Oliver Hart e Susan Collins, ed è stato  brevemente  assistente di ricerca di Jeffrey Sachs. La sua ricerca di tesi, supervisionata da Eric Maskin, era principalmente teorica ed esaminava l'economia dell'informazione.

## Carriera accademica
Il suo lavoro si concentra sull'economia dello sviluppo. Insieme a Esther Duflo ha discusso gli esperimenti sul campo come un'importante metodologia per scoprire le relazioni causali in economia. È stato eletto membro dell'American Academy of Arts and Sciences nel 2004. [17] Nel 2009, ha ricevuto il Premio Infosys nella categoria scienze sociali (economia). Ha fatto parte della giuria delle scienze sociali per il Premio Infosys nel 2018. Nel 2012, ha condiviso la menzione d'onore del Gerald Loeb Award per il libro aziendale con la coautrice Esther Duflo per il libro Poor Economics .
Nel 2013 è stato nominato dal Segretario generale delle Nazioni Unite Ban Ki-moon membro di un gruppo di esperti incaricato di aggiornare gli Obiettivi di sviluppo del Millennio dopo il 2015 (la loro data di scadenza). 

## Vita privata
Abhijit Banerjee era sposato con la dottoressa Arundhati Tuli Banerjee, docente di letteratura al MIT. Abhijit e Arundhati ebbero un figlio e in seguito divorziarono.  Il figlio, nato nel 1991, morì in un incidente nel 2016.
Nel 2015, Banerjee ha sposato la sua co-ricercatrice, la professoressa del MIT Esther Duflo. Hanno due figli.  Banerjee è stato co-supervisore del dottorato di ricerca in economia di Duflo al MIT nel 1999.  Duflo è anche professore di Poverty Alleviation and Development Economics al MIT.